# Weisskäppchen-Anemonenfisch
Der Weisskäppchen-Anemonenfisch (Amphiprion leucokranos) kommt nur an den Küsten des nördlichen Papua-Neuguinea, der D’Entrecasteaux-Inseln, der Insel Manus, des Bismarck-Archipel und der Salomon-Inseln in Wassertiefen von zwei bis zwölf Metern vor. Bei den Fischen handelt es sich um einen in freier Natur vorkommenden Hybriden zwischen Weibchen des Orangeflossen-Anemonenfisches (A. chrysopterus) und Männchen des Orangen Anemonenfisches (A. sandaracinos).
Als Lebensraum bevorzugt der Weisskäppchen-Anemonenfisch die Außenriffe, weniger die Lagunen oder das Riffdach. Die Art wurde anhand von Exemplaren beschrieben, die bei Madang gefangen wurden. Der Weisskäppchen-Anemonenfisch akzeptiert drei Arten von Seeanemonen als Symbiosepartner:
- Die Lederanemone (Heteractis crispa),
- die Prachtanemone (Heteractis magnifica) und
- Mertens Anemone (Stichodactyla mertensii)

## Merkmale
Der Weisskäppchen-Anemonenfisch wird sieben bis neun Zentimeter lang. Die Länge beträgt das 2,1- bis 2,3-fache der Körperhöhe. Er ist bräunlich-orange gefärbt. Die Flossen sind gelb. Ein weißer Querstreifen erstreckt sich direkt hinter dem Auge über den Kiemendeckel, ein großer, weißer, tropfenförmiger Fleck liegt mit der Spitze nach oben zwischen der Stirnpartie und dem ersten Flossenstrahl der Rückenflosse.
Die Rückenflosse hat neun Hart- und 18 bis 19 Weichstrahlen, die Afterflosse zwei Hart- und 13 bis 14 Weichstrahlen. Die Brustflossen werden von 19 bis 20 Flossenstrahlen gestützt. Auf dem ersten Kiemenbogen befinden sich 18 bis 20 Kiemenreusenfortsätze. Die Seitenlinie wird von 35 bis 39 Schuppen begleitet.